# Orcenais
Orcenais é uma comuna francesa na região administrativa do Centro, no departamento Cher. Estende-se por uma área de 18,93 km². Em 2010 a comuna tinha 255 habitantes (densidade: 13,5 hab./km²).